# Belassel Bouzegza
Belassel Bouzegza (em árabe: بلعسل بوزقزة) é uma comuna localizada na província de Relizane, Argélia. De acordo com o censo de 2008, a população total da cidade era de 14 074 habitantes.